# Neobuthus ferrugineus
Espèce
Synonymes
- Butheolus ferrugineus Kraepelin, 1898

Neobuthus ferrugineus est une espèce de scorpions de la famille des Buthidae.

## Distribution
Cette espèce est endémique de Djibouti.

## Description
Le mâle holotype mesure 21 mm.
Les mâles mesurent de 19 à 21 mm et les femelles 25 à 27 mm.

## Systématique et taxinomie
Cette espèce a été décrite sous le protonyme Butheolus ferrugineus par Kraepelin en 1898. Elle est placée dans le genre Neobuthus par Kovarik et Lowe en 2012.

## Publication originale
- Kraepelin, 1898 : « Neue Pedipalpen und Scorpione des Hamburger Museums. » Jahrbuch der Hamburgischen Wissenschaftlichen Anstalten, vol. 15, p. 39–44 (texte intégral).